# تشارلز دبليو. راي
تشارلز دبليو. راي (بالإنجليزية: Charles W. Ray)‏ هو عسكري أمريكي، ولد في 6 أغسطس 1872 في مقاطعة يانسي في الولايات المتحدة، وتوفي في 23 مارس 1959.